# Eutrichosiphum alnisuctum
Eutrichosiphum alnisuctum är en insektsart. Eutrichosiphum alnisuctum ingår i släktet Eutrichosiphum och familjen långrörsbladlöss. Inga underarter finns listade i Catalogue of Life.